# V2M
V2M es la abreviatura inglesa de Voice to Mail.  Un equipo de comunicaciones que incluya esta función es capaz de recibir mensajes de voz (buzón de voz), digitalizarlo (convertirlo a un formato electrónico, por ejemplo "wav" u otro) para luego enviarlo por correo electrónico a su destinatario. 
Esta función permite a sus usuarios recibir los mensajes de voz como adjunto a un correo electrónico. Tiene como ventaja que no importa donde uno esté, es posible recibir los mensajes incluso en un teléfono celular que pueda recibir correos electrónicos.  También es posible utilizar este método para disponer de un respaldo electrónico de los mensajes recibidos.